# همه فرزندان خداوند بال دارند
همه فرزندان خداوند بال دارند (انگلیسی: All God's Chillun Got Wings) نمایشنامه‌ای اکسپرسیونیستی اثر یوجین اونیل نمایشنامه‌نویس آمریکایی است. این نمایشنامه، داستان پسر سیاه‌پوستی به نام جیم را روایت می‌کند که دلباخته دختر سفیدپوستی به نام الا می‌شود.

## نگارخانه

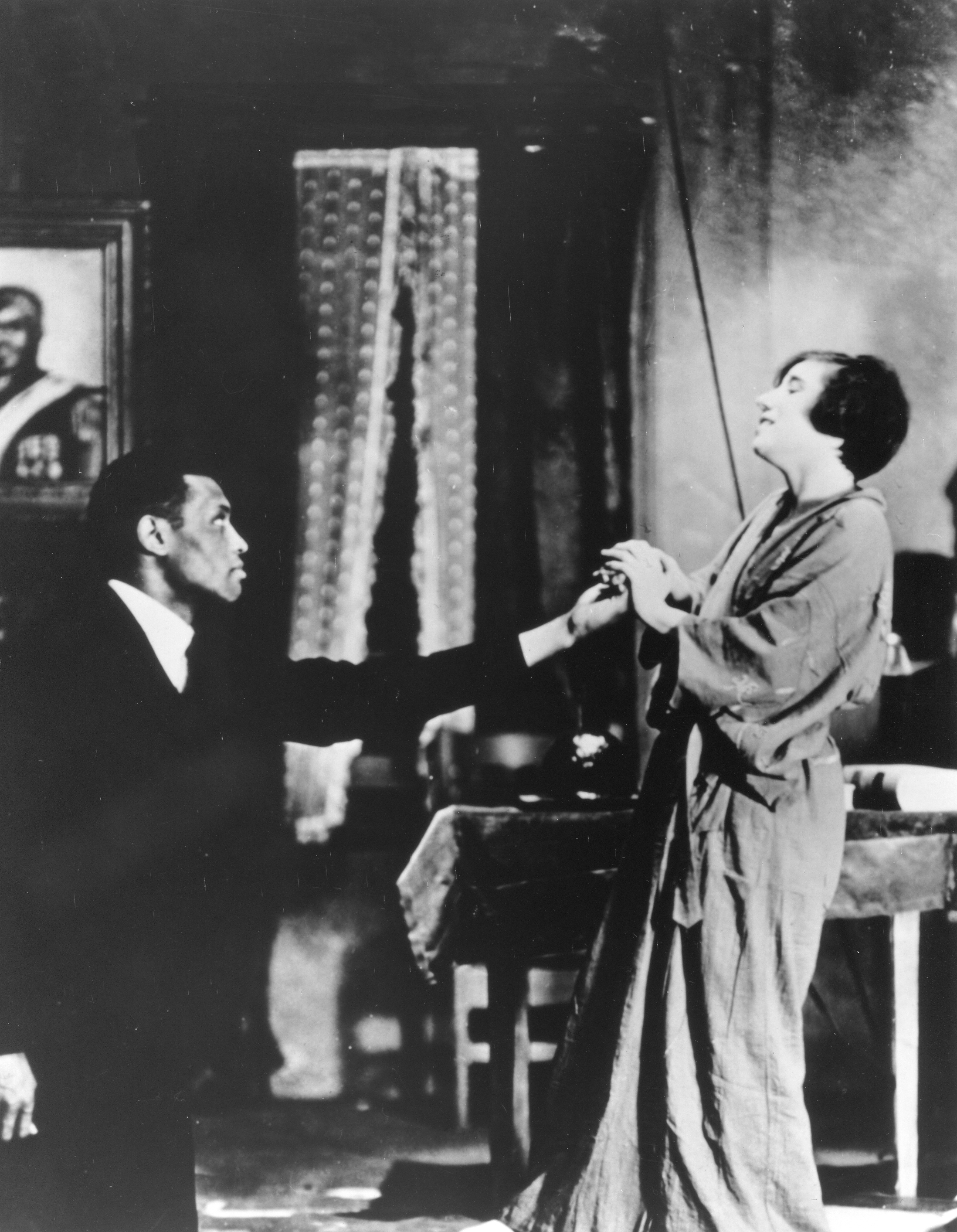